# Балка Грузька (притока Боромлі)
Балка Грузька  — балка (річка) в Україні у Охтирському районі Сумської області. Права притока річки Боромлі (басейн Дніпра).

## Опис
Довжина балки приблизно 7,62 км, найкоротша відстань між витоком і гирлом — 7,19  км, коефіцієнт звивистості річки — 1,06 . Формується декількома струмками та загатами.

## Розташування
Бере початок у селі Грузьке. Тече переважно на південний схід через село Микитівку і впадає у річку Боромлю, праву притоку річки Ворскли.

## Цікаві факти
- У XX столітті на балці існували газгольдер та газова свердловина[2], а у XIX столітті — декілька водяних та багато вітряних млинів[1].